# Acrisure Stadium
L'Acrisure Stadium è uno stadio situato a Pittsburgh, Pennsylvania. Ospita le partite dei Pittsburgh Steelers della NFL e dei Pittsburgh Panthers della NCAA.

## Storia
La costruzione dello stadio iniziò nel 1999, dopo l'implosione controllata del precedente stadio delle due squadre, il Three Rivers Stadium. Lo stadio venne inaugurato con un concerto degli 'N Sync il 18 agosto 2001.
La prima partita di football venne giocata tra i Panthers e i Tennessee State il 1º settembre, con la squadra di casa che prevalse per 31-0. La prima partita degli Steelers era prevista per il 16 settembre contro i Cleveland Browns; tuttavia, a causa degli attentati dell'11 settembre, tutte le partite della giornata NFL furono posticipate, spostando il debutto casalingo degli Steelers al 7 ottobre contro i Cincinnati Bengals. Prima della partita (vinta da Pittsburgh per 16-7) fu mostrato sui maxi-schermi il discorso del Presidente George W. Bush che annunciava l'inizio della guerra in Afghanistan.